# SC Sélestat
SC Sélestat is een Franse voetbalclub uit Sélestat. De club werd in 1912 opgericht als SV Schlettstadt. Sélestat behoorde in die tijd toe aan het Duitse Keizerrijk onder de naam Schlettstadt. De club was een fusie tussen Schlettstadter Fußball-Klub 1906 en Fußball-Klub Sport Schlettstadt. Na de Eerste Wereldoorlog werd Schlettstadt opnieuw Frans en ging in 1920 als SC Sélestat in de Franse competitie spelen.